# Francolinus schlegelii
Francolinus schlegelii là một loài chim trong họ Phasianidae.